# Nottleben
Nottleben település Németországban, azon belül Türingiában. Lakosainak száma 422 fő (2023. december 31.).

## Népesség
A település népességének változása:
| Lakosok száma | 420  | 415  | 422  | 429  | 422  |
|               | 2017 | 2019 | 2021 | 2022 | 2023 |